# Vista de Toledo
Aquesta Vista de Toledo és un dels dos quadres que, amb el mateix títol i tema, que va pintar El Greco (Domenikos Theotokopoulos, 1541-1614). Es tracta d'una pintura a l'oli de 121 centímetres d'alt × 106 cm d'amplada, realitzada entre els anys 1598 i 1599. Es conserva en el Museu Metropolità d'Art de Nova York, on s'exhibeix amb el títol View of Toledo i de vegades anomenat Toledo in a Storm («Toledo en una tempesta»).
Pintat en un estil manierista, o fins i tot barroc, el quadre representa la ciutat de Toledo. Adopta un punt de vista baix. No obstant, l'obra es pren algunes llibertats en relació amb la veritable disposició de Toledo. Alguns edificis estan representats en posicions diferents a les de la seva ubicació, però fidelment representa el castell de Sant Servando a l'esquerra. Per sota d'ell, estan representats altres edificis, potser inventats pel pintor. A la dreta es veu l'Alcàsser i la catedral amb el seu campanar; al centre es veu el riu Tajo, travessant el pont d'Alcántara. Els monuments estan il·luminats per una llum fantasmagòrica que retrata els seus perfils nítidament.
És un dels dos paisatges que queden pintats per El Greco. L'altre, titulat Vista i Plànol de Toledo, es conserva en el Museu del Greco de Toledo (Espanya). No obstant, est és l'únic dels dos que plasma la ciutat en «una pura representació paisatgística». És un dels primers paisatges de la història de la pintura, ja que no era un gènere que, per si mateix, es conreés en el Renaixement o el Manierisme. Es desconeix el que el pintor pretenia amb aquest quadre. Al costat de La nit estelada de Vincent van Gogh i alguns paisatges de Joseph Turner, es troba entre les millors representacions del cel en l'art occidental, i presenta forts contrastes de color entre el cel i els pujols que queden sota ell. El cel, molt ampli, es pinta a grans taques, unes blaves i d'altres representant núvols, amb una gran abstracció.

## Citacions
El quadre Vista de Toledo d'El Greco apareix en Galeria de l'Ombra en la pel·lícula V de Vendetta, basada en la novel·la gràfica V for Vendetta de l'escriptor Alan Moore, poc després que la protagonista Evey Hammond sigui alliberada de la seva captivitat. Durant l'escena, en el minut 1:21:47, Evey (Natalie Portman) dirigeix la seva mirada al quadre. Resulta molt estrany trobar un paisatge aïllat en la pintura espanyola del Renaixement i fins i tot en l'època barroca. L'aparició d'aquesta Vista de Toledo fa considerar a El Greco com el primer paisatgista de la història de l'art espanyol. Quant al seu enigmàtic simbolisme, s'opina que podria estar relacionat amb l'esperit místic que vivia la ciutat en aquells moments, hàbilment recollit per El Greco en els seus llenços religiosos.